# القليمة (الحيمة الخارجية)

تعديل مصدري - تعديل

القليمة هي إحدى قرى عزلة المخلاف بمديرية الحيمة الخارجية التابعة لمحافظة صنعاء، بلغ تعداد سكانها 493 نسمة حسب تعداد اليمن لعام 2004.